# Crans, Ain
Crans är en kommun i departementet Ain i regionen Auvergne-Rhône-Alpes i östra Frankrike. Kommunen ligger  i kantonen  Chalamont som ligger i arrondissementet Bourg-en-Bresse. Kommunens areal är 13,23 km². År 2022 hade Crans 316 invånare.

## Befolkningsutveckling
Antalet invånare i kommunen Crans
Referens: INSEE